# 甲斐市立図書館
甲斐市立図書館（かいしりつとしょかん）は、山梨県甲斐市が設置している公共図書館である。

## 概要
旧3町（中巨摩郡竜王町、同郡敷島町、北巨摩郡双葉町）の図書館が甲斐市誕生に伴い、2004年（平成16年）に甲斐市立図書館に移行した。篠原にある竜王図書館、島上条にある敷島図書館、下今井にある双葉図書館と、西八幡にある分室の南部公民館図書室からなる。

## 図書館一覧
| 図書館名                                              | 住所                  | 貸出冊数 | 蔵書図書数 | 利用者数 | 開館         |
| ----------------------------------------------------- | --------------------- | -------- | ---------- | -------- | ------------ |
| 竜王図書館                                            | 甲斐市篠原2610番地12  | 318,596  | 296,681    | 100,143  | 2004年9月1日 |
| 敷島図書館                                            | 甲斐市島上条1020番地  | 140,166  | 167,501    | 38,377   | 2004年9月1日 |
| 双葉図書館                                            | 甲斐市下今井230番地   | 86,890   | 131,190    | 26,968   | 2004年9月1日 |
| 竜王南部公民館図書室                                  | 甲斐市西八幡1976番地1 | 27       | 11,222     | 6        | 2004年9月1日 |
| 出典：令和3年甲斐市行政資料集、情報は2022年4月1日時点 |                       |          |            |          |              |

## 竜王図書館
甲斐市立竜王図書館（かいしりつりゅうおうとしょかん）は山梨県甲斐市篠原にある市立図書館である。甲斐市立図書館の中央館的機能を持っている。

### サービス
- 開館時間[3]
  - 平日(金曜除く）：9:30～19:00
  - 土・日曜日及び月曜日の祝日：9:30～18:00
  - 市内小中学校夏季休業期間中：9:00開館

- 休館日[3]
  - 毎週金曜日
  - 火～金の祝日
  - 年末年始（12月29日～1月4日）
  - 蔵書点検期間（6月下旬）
  - 毎月最後の平日

### アクセス
- JR中央本線竜王駅より車で4分、徒歩14分
- 甲斐市役所より徒歩1分

## 敷島図書館
甲斐市立敷島図書館（かいしりつしきしまとしょかん）は山梨県甲斐市島上条にある公立図書館である。児童図書館と一般図書館が分かれている。また、敷島総合文化会館が併設されている。

### サービス
- 開館時間[5]
  - 平日(金曜除く）：10:00～19:00
  - 土・日曜日及び月曜日の祝日：9:00～17:00
  - 市内小中学校夏季休業期間中：9:00開館

- 休館日[5]
  - 毎週月曜日
  - 月・火・木の祝日
  - 年末年始（12月29日～1月4日）
  - 蔵書点検期間（6月中旬）
  - 毎月最後の平日

### アクセス
- JR中央本線竜王駅下車、南口駅前広場より甲斐市民バス「敷島総合文化会館（山梨交通敷島営業所）」行き「敷島総合文化会館（山梨交通敷島営業所）」下車すぐ
- 甲斐市民バス「敷島総合文化会館（山梨交通敷島営業所）」下車すぐ
- 山梨交通路線バス「敷島営業所」下車徒歩1分

## 双葉図書館
甲斐市立双葉図書館（かいしりつりゅうおうとしょかん）は山梨県甲斐市下今井にある公立図書館である。双葉ふれあい文化館が併設されている。

### サービス
- 開館時間[6]
  - 平日(金曜除く）：10:30～19:00
  - 土・日曜日及び月曜日の祝日：9:00～18¥7:00
  - 市内小中学校夏季休業期間中：9:00開館
- 休館日[6]
  - 毎週月曜日
  - 月・水・金の祝日
  - 年末年始（12月29日～1月4日）
  - 蔵書点検期間（6月初旬）
  - 毎月最後の平日

### アクセス
- JR中央本線塩崎駅下車、徒歩3分
- 甲斐市民バス「塩崎駅入口（市役所双葉庁舎）」下車徒歩1分、「双葉ふれあい文化館」下車徒歩1分
- 山梨交通路線バス「塩崎駅」下車徒歩1分
- 南アルプス市コミュニティバス「塩崎駅」下車すぐ

## 竜王南部公民館図書室
甲斐市立竜王南部公民館図書室（かいしりつりゅうおうなんぶこうみんかんとしょしつ）は、山梨県甲斐市西八幡にある竜王南部公民館に併設された図書室である。
2020年の新型コロナウイルス感染拡大により、2020年（令和2年）4月6日より休館中である。